# André Puccinelli
André Puccinelli ComMM (Viareggio, 2 de juliol 1948) és un metge i polític ítalo-brasiler, afiliat al Moviment Democràtic Brasiler (MDB). Va ser el primer estranger en la història del Brasil en ser alcalde d'una capital estatal. Va ser secretari de Salut de l'Estat de Mato Grosso do Sul, diputat estatal, diputat federal, alcalde de Campo Grande per dos mandats (1997-2004) i governador de l'Estat també en dues legislatures (2007-2014). André Puccinelli va néixer en Itàlia i va mudar-se al Brasil amb la seva família quan encara era nen.
Arriba al Brasil el 1953 i va viure amb la família, inicialment en Porto Alegre (Rio Grande do Sul), i posteriorment en Curitiba (Paraná). El 1966, va ingressar en el curs de Medicina de la Universitat Federal del Paranà, diplomant-se el 1971. L'any següent va fer residència mèdica en l'Hospital de Clíniques de la capital paranaense. El 1973 es va transferir a Fátima del Sud (Mato Grosso do Sul), llavors en l'antic estat de Mato Grosso, fent-se metge de l'Hospital La nostra Senyora de Fátima, en aquesta ciutat.
Un cop va deixar el govern de Mato Grosso do Sul, va veure's implicat en diversos casos de corrupció. Després de passar un any en presó preventiva, va ser alliberat. Les acusacions van ser retirades i el jutge fou apartat del cas acusat de persecució i parcialitat.